# Manulea cereola
Manulea (Setema) cereola es una especie de lepidópteros de la familia Erebidae. Se encuentran en la región de Fenoscandia, en los países bálticos y en la Rusia europea, como también en los Alpes y en los montes Urales.
Su envergadura está entre 18 y 32 mm.
La larva se alimenta de varias especies de líquenes del género Parmelia.